# جام ملت‌های زنان آسیا ۱۹۹۱
جام ملت‌های زنان آسیا ۱۹۹۱ هشتمین دوره رقابت‌های فوتبال جام ملت‌های زنان آسیا بود که توسط ای‌اف‌سی و به میزبانی کشور ژاپن برگزار شد.

## تیم‌های راه‌یافته
- ۹ تیم راه‌یافته به جام ملت‌های زنان آسیا ۱۹۹۱:
- کرهٔ شمالی
- چین
- کرهٔ جنوبی
- ژاپن
- تایوان
- مالزی
- سنگاپور
- هنگ کنگ
- تایلند